# Yokozutsumi (métro d'Osaka)
Yokozutsumi (横堤駅, Yokozutsumi-eki) est une station du métro d'Osaka sur la ligne Nagahori Tsurumi-ryokuchi dans l'arrondissement de Tsurumi à Osaka.

## Situation sur le réseau
La station Yokozutsumi est située au point kilométrique (PK) 12,5 de la ligne Nagahori Tsurumi-ryokuchi, entre les stations Imafuku-Tsurumi et Tsurumi-ryokuchi.

## Histoire
La station a été inaugurée le 20 mars 1990.

## Services aux voyageurs

### Accès et accueil
La station est ouverte tous les jours.

### Desserte
- Ligne Nagahori Tsurumi-ryokuchi :
  - voie 1 : direction Kadoma-minami
  - voie 2 : direction Taisho

## Dans les environs
- le parc de l'Exposition horticole de 1990